# Loncodèctids
Els loncodèctids (Lonchodectidae) és un grup extint de pterosaures dins del clade Pterodactyloidea. Diversament s'ha considerat que es troba dins de Ctenochasmatoidea, Azhdarchoidea i Pteranodontia. Destaquen per la seva alta dentició cònica.

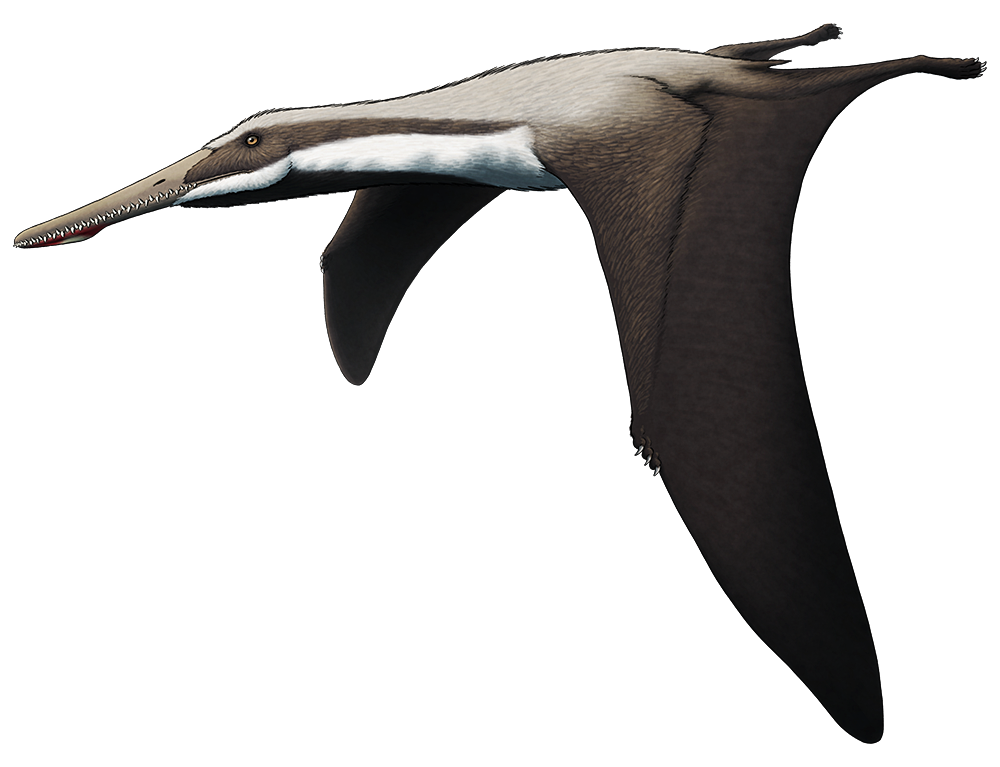
Recreació d'un Lonchodectes, amb un hipotètic pla corporal

Tant Lonchodectes com l'espècimen no anomenat «Chang'e» mostren que els loncodèctids tenien proporcions d'extremitats similars a les dels azhdarcoïdeus i que eren probablement caçadors terrestres. Tenen denticions més aviat especialitzades, però es creu que la dieta Lonchodectes era variable, similar a les gavines. Prejanopterus posseeix una mandíbula superior corbada que pot implicar un estil de vida més especialitzat.